# Toyin Abraham
Toyin Abraham al nacer Olutoyin Aimakhu, (Auchi,  5 de septiembre de 1984) es una reconocida e influyente 

actriz, directora y productora de cine nigeriana.

## Formación
Nació el 5 de septiembre de 1984 en Auchi, una ciudad en el estado de Edo en el sur de Nigeria, aunque pasó sus primeros años en Ibadán, la capital del estado de Oyo en el suroeste de Nigeria. Estudió Marketing en la Universidad Politécnica de Ibadán Abraham ha protagonizado varias películas, entre ellas, Black Val.

## Trayectoria profesional
Comenzó a actuar en 2003, cuando Bukky Wright, una actriz de cine nigeriana, visitó Ibadán para filmar una película. Con los años, Abraham ha producido, dirigido y actuado en varias películas nigerianas, como Alani Baba Labake y Ebimi ni. Fue nominada a Mejor actriz de reparto en una película yoruba por Ebimi ni en los Premios Best of Nollywood de 2013 junto a Joke Muyiwa, quien fue nominada a Mejor actriz principal en Ayitale. Ante su éxito, ha sido llamada para hacer campaña electoral. En uno de los programas para la candidatura de reelección del presidente de Nigeria, Goodluck Jonathan en 2015, la actriz dijo que estaba preparada para morir por el Partido Democrático Popular (PDP) en cuya plataforma Jonathan participaba.Sin embargo, se disculpó ante sus fanes por los comentarios e instó a los nigerianos a no derramar su sangre por ningún político.

## Filmografía seleccionada
- Day of Destiny (2021)
- Prophetess (2021)
- Fate of Alakada (2020)
- Small Chops (2020)
- Dear Affy (2020)
- Kambili: The Whole 30 Yards (2020)
- Elevator Baby (2019)
- Don’t Get Mad, Get Even (2019)
- Made in Heaven (2019)
- The Millions (2019)
- Survival of Jelili (2019)
- Kasanova (2019)
- The Bling Lagosians (2019)
- Nimbe(2019)
- Ghost and the tout (2018)
- Seven anf Half Dates (2018)
- Disguise (2018)
- What Just Happened (2018)
- Alakada Reloaded (2017)
- Esohe (2017)
- Hakkunde (2017)
- Mentally (2017)
- Tatu (2017)
- London Fever (2017)
- Wives on Strike: The Revolution (2017)
- Celebrity Marriage (2017) protagonizada junto a Jackie Appiah
- Okafor's Law (2016)
- Love is in the Hair (2016)
- Alani Baba labake (2013)
- Ebi mi ni (2013)
- Alakada (2013)
- Sola Fe Pami